# Secretariatul de Stat al Sfântului Scaun
Secretariatul de Stat al Sfântului Scaun este guvernul Bisericii Catolice. În fruntea Secretariatului de Stat al Sfântul Scaun se află Cardinalul Secretar de Stat, care coordonează activitățile politice și diplomatice ale Sfântului Scaun și ale Cetății Vaticanului. Din 15 octombrie 2013 secretar de stat al Sfântului Scaun este arhiepiscopul Pietro Parolin.

## Secretariatul de Stat al Sfântului Scaun
Secretariatul de Stat este dicasteriul Curiei romane echivalent guvernului. Acesta pune în practică guvernarea Bisericii Catolice, coordonând diferitele oficii ale Sfântului Scaun, și îngrijindu-se de raporturile cu alte state sau organisme internaționale.

## Structura
Secretariatul de Stat este prezidat de Cardinalul Secretar de Stat, șeful executivului Sfântului Scaun (echivalent cu premierul altor state).
Secretariatul de Stat se articulează în două secțiuni:
- Secțiunea pentru Afacerile Generale;
- Secțiunea pentru Relațiile cu celelalte state.

### Secțiunea pentru Afacerile Generale
Este un fel de minister pentru afacerile interne, se ocupă de reglementarea și coordonarea tuturor oficiilor Sfântului Scaun: păstrează sigiliul papal (ștampila cu care sunt autentificate cele mai importante acte pontificale) și Inelul Pescarului (cu care sunt sigilate celelalte documente pontificale), veghează asupra organelor de informare a Sfântului Scaun (purtătorul de cuvânt, cotidianul L'Osservatore Romano, Radio Vatican și Centrul de Televiziune Vatican) publică Acta Apostolicae Sedis (buletinul oficial al Sfântului Scaun). Este pus sub direcțiunea „Substitutului pentru Afaceri Generale”, care este de obicei un arhiepiscop titular.

### Secțiunea pentru Relațiile cu Statele
Această secțiune este echivalentă unui minister de afaceri externe; are în grijă – îndeosebi prin nunțiaturile apostolice –, raporturile diplomatice ale Sfântului Scaun cu celelalte state și cu organismele internaționale; tot acestei secțiuni îi revine și datoria de a stipula acorduri așa cum sunt concordatele. Este pus sub direcțiunea „Secretarului pentru Raporturile cu celelalte State” (de obicei, un arhiepiscop), ajutat de „Sub-Secretarul pentru Raporturile cu celelalte State” și asistat de o comisie de cardinali și de episcopi.

## Istoria
După Conciliul de la Konstanz (1418), care a pus capăt Schismei apusene, papa a luat tot mai mult dubla funcție de cap al Bisericii Universale și șef al Statului Pontifical. Pentru rezolvarea afacerilor politice ale Curiei Romane papa Martin al V-lea a instituit Camera secretă. În 1487, sub pontificatul lui Inocențiu al VIII-lea, funcțiile acestei „Camere” au trecut la „Secretariatul Apostolic”: o comisie compusă din 24 de Cardinali Secretari Apostolici și prezidată de un Cardinal „Secretarius domesticus”, căruia Papa Leon al X-lea i-a dat alături un expert în problemele politice (așa numitul „Secretarius Intimus”, care nu era întotdeauna un prelat, dar care în cele din urmă a ajuns, practic, să asume direcția operativă a afacerilor de Stat.
Odată cu afirmarea nepotismului, funcțiile Secretariatului Apostolic au trecut la „Cardinalul Nepot”, o rudă a papei, întotdeauna însă asistat de „Secretarius Intimus”, care era însărcinat și cu formarea și educarea cardinalului nepot. Sub pontificatul lui Paul al V-lea titlul „Secretarius Intimus” a fost schimbat în „Secretar de Stat” și, de la Inocențiu al XI-lea, această însărcinare putea fi atribuită numai unui cardinal. Secretarul de Stat a devenit de sine stătător și cu puterea pe care o are și azi abia în 23 iunie 1692, când Papa Inocențiu al XII-lea, cu bula „Romanum decet pontificem” (Se cuvine, este de competența pontifului roman) a pus capăt definitiv nepotismului.
În 1833 Papa Grigore al XVI-lea a propus Secretariatului de Stat două Secțiuni:
- a) pentru afacerile interne;
- b) pentru afacerile externe,

dar în 1846 papa Pius al IX-lea a reunit cele două funcțiuni într-o singură persoană, lăsând totuși oficiu împărțit în două secțiuni.
Odată cu sfârșitul Statului Pontifical (1870), Secretariatul de Stat (deopotrivă cu întreaga Curie romană) a fost profund schimbat de Papa Pius al X-lea prin [constituția apostolică „Sapienti Consilio” din 29 iunie 1908).
După Conciliul Vatican II a fost din nou reînnoit de Papa Paul al VI-lea prin constituția apostolică „Regimini Ecclesiae Universae” (15 august 1967). Papa Ioan Paul al II-lea i-a conferit o nouă structură prin constituția apostolică Pastor Bonus din 28 iunie 1988).
La 1 decembrie 1990 papa Ioan Paul al II-lea l-a numit Secretar de Stat pe arhiepiscopul Angelo Sodano, confirmat de papa Benedict al XVI-lea și apoi pensionat în 2006.